# Persönliches Lernnetzwerk
Ein Persönliches Lernnetzwerk (englisch personal learning network) oder PLN ist ein informelles Netzwerk. Es besteht aus den Bezugspersonen, mit denen ein Lerner in seinem Lernprozess interagiert. Die Verbindung mit Profilen in diesem Netzwerk erfolgt in der Absicht, damit einen bestimmten Schritt im Lernprozess bewältigen zu können.

## Hintergrund
Der Begriff gewinnt in einem digitalen Lernkontext an Bedeutung, der Lernen als individuellen Prozess ermöglicht. Das Internet stellt gleichzeitig eine unüberschaubare Fülle von Informationen zur Verfügung, die nur mit Filtern (z. B. Suchmaschinen, RSS-Feeds, Streams in sozialen Netzwerken) überhaupt verarbeitbar werden. Informelle Lernprozesse, bei denen keine Vorgaben in Bezug auf Methoden, Inhalte oder Lernziele existieren, werden nur von Lernenden, nicht aber von Bezugspersonen wie z. B. einem Lehrer gestaltet. Die Lernenden suchen sich ihre eigenen Lehrpersonen und bauen so ein PLN auf, werden gleichzeitig aber auch zu Lehrenden darin.
Theoretisch greifen PLNs den Konnektivismus auf, eine Lerntheorie des kanadischen Pädagogen George Siemens. Der Konnektivismus versteht Lernen als die Vernetzung über Knoten in Netzwerken. Dabei sind Lernprozesse und Meta-Lernen (also das Verständnis, wie Lernen funktioniert) gleichbedeutend und können nicht getrennt werden.
PLNs individualisieren Lernprozesse vollständig und ermöglichen eine permanente Reflexion der Lernprozesse, die zu einer kontinuierlichen Verbesserung der Lernmethoden führen.
Das Konzept von PLNs ist eng mit demjenigen von Personal Learning Environments (PLE) verwandt.

## Aufbau
Nach Howard Rheingold besteht der Aufbau eines PLN aus acht Schritten:
1. In interessanten Medien und Netzwerken offen stöbern.
2. Gezielt nach Informationen und Experten suchen.
3. Ihnen auf ihren Kanälen folgen und sich überlegen, ob sich das lohnt.
4. Sein eigenes Netzwerk immer wieder neu abstimmen und verbessern (man muss den Menschen, die einem folgen, selbst nicht folgen).
5. Wichtige Informationen und Inhalte verbreiten: mit inhaltlichem, sozialem oder auch Unterhaltungswert.
6. Mit anderen Menschen in Beziehung treten: Nicht zu forsche Forderungen stellen, sondern Aufmerksamkeit zeigen.
7. Fragen stellen, besonders dann, wenn die Antworten auch für andere im eigenen PLN nützlich sein können.
8. Auf Fragen antworten – auch hier nicht auf Gegenseitigkeit spekulieren, sondern mit gutem Beispiel vorangehen.

Der Aufbau und das Pflegen von PLN besteht grundsätzlich aus drei Tätigkeiten, die sich mit digitalen Werkzeugen effizient erledigen lassen:
- Sammeln und Verarbeiten von Informationen
- Produzieren und Publizieren von Inhalten
- Zusammenarbeit und Austausch mit anderen Lernenden

Konnektivistische Massive Open Online Courses (cMOOCs) sind Beispiele von Kursen, für deren Bewältigung ein PLN hilfreich sein kann.

## PLN im soziologischen Sinn
Im Sinne der Social Construction of Technology kann ein PLN oder ein Personal Learning Environment als Netzwerk im soziologischen Sinne verstanden werden, in dem technische Entwicklungen durch einen sozialen Prozess eine Bedeutung erhalten. Social Media würden so zu einer Lernumgebung, weil sie im Aufbau von PLNs verwendet werden. Entscheidend ist dabei, dass Individuen nicht alleine für ihre PLN verantwortlich sind und sie durch ihre digitalen Kompetenzen erschaffen, sondern ihre Position im Netzwerk bestimmt ihre Handlungsmöglichkeiten mit.
PLN können im Sinne der Akteur-Netzwerk-Theorie von Bruno Latour auch als Netzwerke zwischen Menschen und Dingen verstanden werden (z. B. Smartphones, Internetinfrastruktur etc.), die sich in einem ständigen Prozess der Werdung und Wiedererschaffung befinden, d. h. Beziehungen müssen konstant vollzogen werden, damit das Netzwerk bestehen bleibt. Konkret heißt das, dass ein PLN zerfällt, wenn es nicht mehr benutzt wird und die einzelnen Akteure nicht mehr interagieren.